# Marianna Vittoria di Borbone-Spagna
Marianna Vittoria di Borbone-Spagna (Madrid, 31 marzo 1718 – Lisbona, 15 gennaio 1781) fu una Infanta spagnola, prima figlia di Filippo V di Spagna ed Elisabetta Farnese, divenuta regina di Portogallo (ed in seguito Reggente) come moglie di Giuseppe I del Portogallo.

## Biografia

### Infanzia

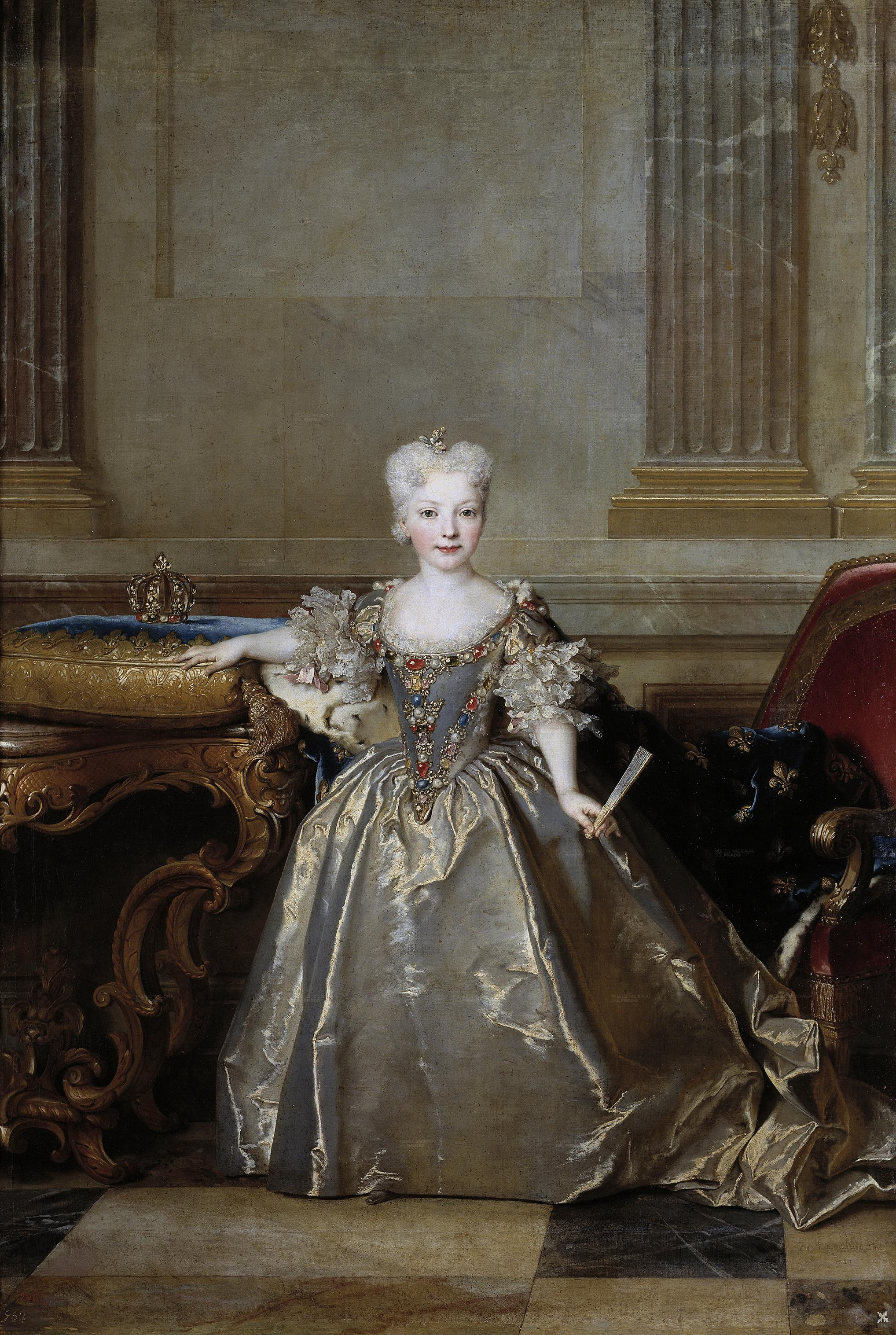
Nicolas de Largillière, Ritratto di Marianna Vittoria di Borbone-Spagna da bambina, olio su tela, 1724, Museo del Prado

Marianna Vittoria nacque all'Alcazar Reale di Madrid e le vennero imposti gli stessi nomi della nonna paterna Maria Anna Vittoria di Baviera, moglie del Gran Delfino.

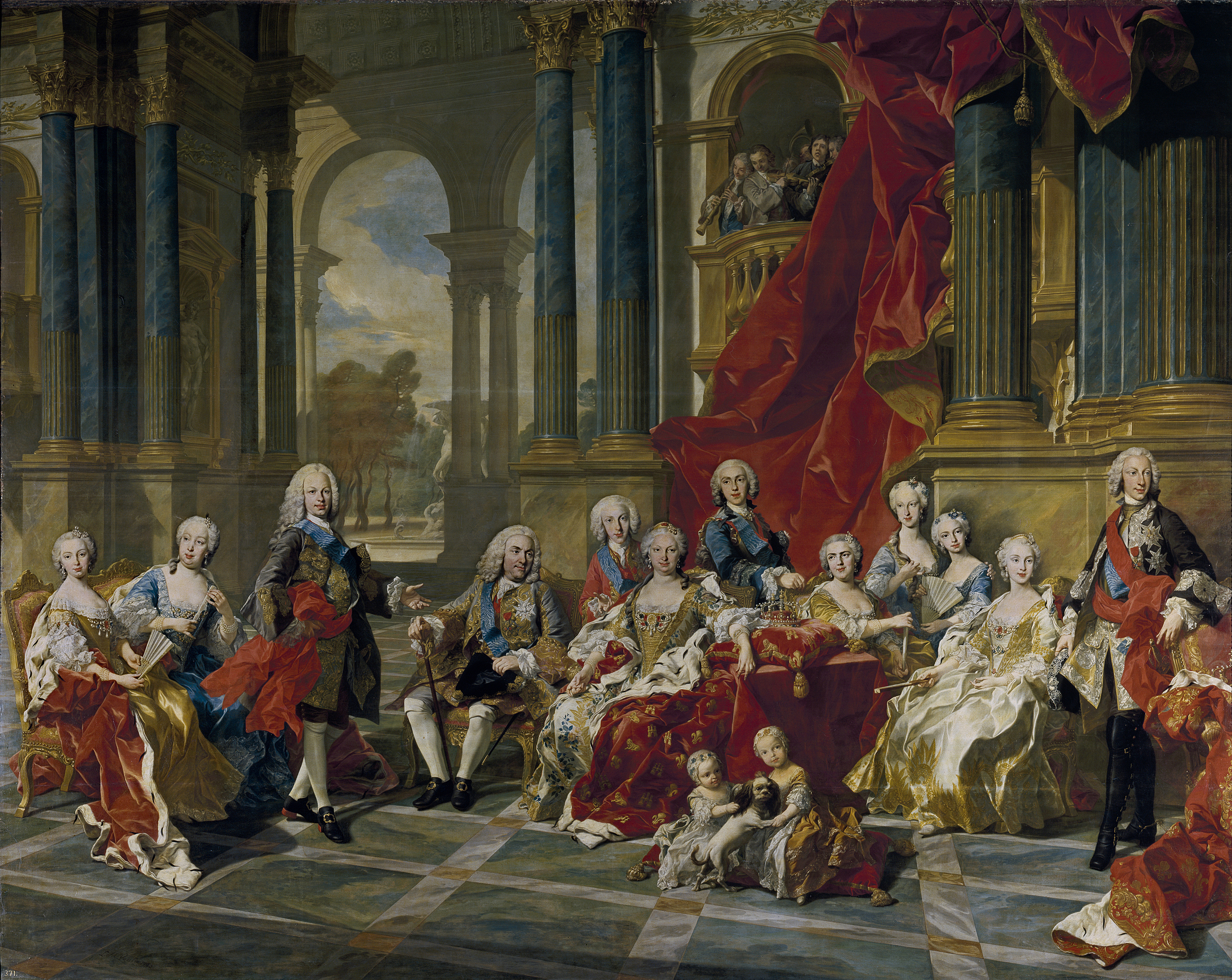
Louis-Michel van Loo, Ritratto della famiglia di Filippo V di Spagna, olio su tela, 1743, Museo del Prado

Era una infanta di Spagna per nascita e la figlia maggiore di Filippo V di Spagna e della sua seconda moglie, Elisabetta Farnese. Suo padre era un nipote di Luigi XIV e aveva ereditato il trono di Spagna nel 1700. Al momento della sua nascita, Marianna Vittoria era quinta in linea di successione al trono di Spagna, dietro di lei c'erano i suoi tre fratellastri: l'Infante Luigi, principe delle Asturie, l'Infante Pedro Filippo, e l'infante Ferdinando figli di Maria Luisa di Savoia, così come il fratello Carlo. Come Infanta di Spagna aveva il titolo di Altezza Reale.

## Matrimonio

### Fidanzamento con Luigi XV

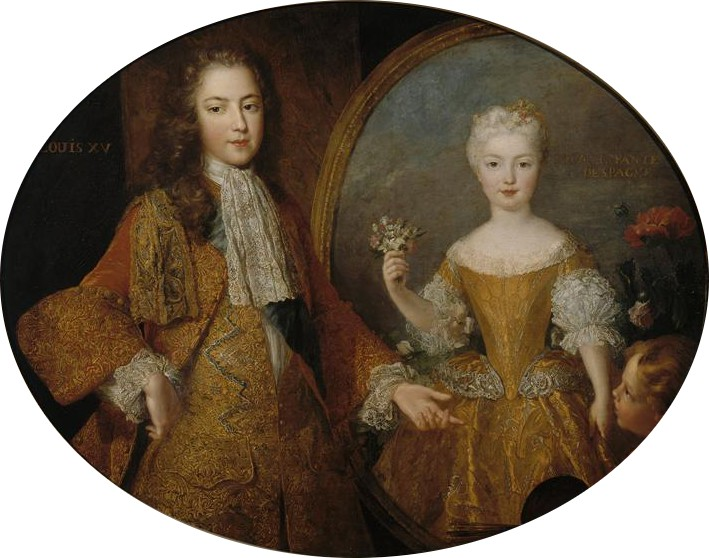
Alexis Simon Belle, Ritratto di Luigi XV di Francia che mostra un ritratto della sua fidanzata Marianna Vittoria di Spagna, olio su tela, 1723, Museo del Prado

Dopo la Guerra della Quadruplice Alleanza, Francia e Spagna decisero di riconciliarsi attraverso il fidanzamento tra l'Infanta Mariana Vittoria con suo cugino di primo grado, il giovane Luigi XV di Francia. Organizzato da Filippo d' Orléans, reggente di Francia, l'incontro tra i due promessi faceva parte di una più ampia serie di impegni che includeva la proposta del figlio maggiore di Filippo V, l'infante Luigi, principe delle Asturie, a Luisa Elisabetta d'Orléans, Mademoiselle de Montpensier, seguita da un'altra proposta tra Filippina Elisabetta di Borbone-Orléans, Mademoiselle de Beaujolais, con il giovane Infante Carlo.
Saint-Simon, l'ambasciatore francese, chiese la sua mano, il 25 novembre 1721. Lo scambio della giovane Infanta e Mademoiselle de Montpensier avvenne sull'Isola dei Fagiani, lo stesso luogo in cui i loro antenati comuni, Luigi XIV e Maria Teresa d'Austria si erano incontrati nel 1660. Mariana Vittoria arrivò a Parigi il 2 marzo 1722 tra molti festeggiamenti e prese residenza presso il Palazzo del Louvre. La giovane Infanta era soprannominata l'infante Reine poiché la coppia non si sarebbe sposata fino a quando Mariana Vittoria non avesse raggiunto un'età più matura. Mariana Vittoria provava soggezione nei confronti di Luigi XV ed era popolare presso la corte anche se, il re stesso, evitava la sua presenza.
Secondo la madre del reggente, Elisabetta Carlotta del Palatinato, Mariana Vittoria era una "piccola creatura dolce e carina" e aveva un notevole spirito per la sua età. La sua educazione fu affidata alle cure di Maria Anna di Borbone, una figlia illegittima di Luigi XIV e Louise de La Vallière, e Madame de Ventadour fu nominata sua governante. Nel febbraio 1723, Luigi XV raggiunse la maggiore età e governò così il paese di sua spontanea volontà.
Sotto l'influenza del primo ministro Luigi Enrico, duca di Borbone e della sua amante Madame de Prie, l'11 marzo 1725 fu presa la decisione di rimandare in Spagna Mariana Vittoria, una bambina di sette anni. Il duca propose al giovane Luigi XV sua sorella Enrichetta Luisa di Borbone come potenziale moglie che, a differenza di Mariana Vittoria, era abbastanza grande per concepire. La situazione non fu aiutata dal rifiuto spagnolo di Luisa Elisabetta d'Orléans il cui marito morì dopo aver governato come Luigi I di Spagna per soli sette mesi. Poiché il loro matrimonio non era stato consumato, gli spagnoli si rifiutarono di sostenerla e le ordinarono di tornare in Francia con sua sorella Filippina Elisabetta. Mariana Vittoria lasciò Versailles il 5 aprile 1725 e si recò alla frontiera dove lei e le due figlie d'Orléans furono poi scambiate. Successivamente Luigi XV sposò Maria Leszczyńska nel settembre 1725 e la sorella di Mariana Vittoria, l'Infanta Maria Teresa Rafaella, sposò il figlio di Luigi XV nel 1745 per rassicurare la corte spagnola insultata.

### Principessa ereditaria del Portogallo

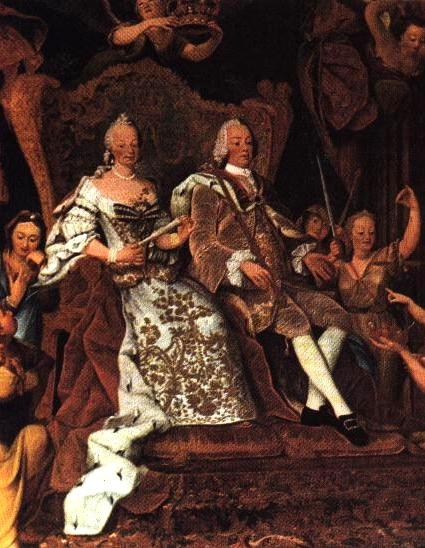
Marianna Vittoria e Giuseppe I del Portogallo, nel 1770.

Il suo arrivo in Spagna fu considerato un grande insulto e causò una spaccatura diplomatica tra Spagna e Francia. Gli spagnoli offesi poco dopo conclusero un trattato con l'Austria sotto forma del Trattato di Vienna del 1725, mentre l'Inghilterra cercava il sostegno della Francia. Essendo rimasta nubile, era ancora idonea a ereditare il trono, ma fu rimpiazzata dal fratello minore, l'Infante Filippo. Le trattative con il Regno del Portogallo iniziarono nel 1727 e un matrimonio fu negoziato dall'ambasciatore portoghese, il marchese di Abrantes. Era previsto un altro doppio matrimonio. Mariana Vittoria avrebbe sposato l'Infante Giuseppe, "Principe del Brasile", figlio ed erede di Giovanni V del Portogallo. Il suo fratellastro maggiore Ferdinando, principe delle Asturie, avrebbe sposato la sorella di Giuseppe, l'Infanta Barbara. Mariana Vittoria sposò il Principe del Brasile il 19 gennaio 1729 a Elvas. Dal suo matrimonio fino al momento dell'ascesa al trono di suo marito nel 1750, fu designata Sua Altezza Reale la Principessa del Brasile.
Marianna Vittoria e Giuseppe ebbero otto figli:
- Maria I del Portogallo (1734-1816); sposò l'Infante Pietro del Portogallo ed ebbe figli;
- Infanta Marianna Francesca del Portogallo; possibile sposa per Luigi, Delfino di Francia, ma la madre rifiutò di acconsentire al matrimonio, morì nubile;
- Bambina nata morta (febbraio 1739);
- Infanta Dorotea del Portogallo (1739-1771); possibile sposa per Philippe Égalité ma ella rifiutò di sposarlo, morì nubile;
- Bambino nato morto (7 marzo 1741);
- Bambino nato morto (15 ottobre 1742);
- Bambino nato morto (Maggio 1744);
- Infanta Benedetta del Portogallo (1746-1829); sposò l'Infante Giuseppe, Principe di Beira.

Marito e moglie ebbero un rapporto stretto. La coppia si divertiva con la caccia e con la musica - Marianna Vittoria era un'abile cantante - patrocinavano cantanti lirici italiani e il teatro, ed erano entrambi molto religiosi. Nonostante questo, il marito ebbe diverse amanti con grande avversione della moglie, dotata di una forte volontà. Durante il suo matrimonio, Marianna Vittoria diede alla luce otto figli di cui quattro sopravvissero all'infanzia. Al suo primo bambino, l'Infanta Maria, è stato dato lo stile di principessa di Beira, come erede di suo padre. Due delle figlie di Marianna Vittoria rimasero nubili. Sua figlia, l'Infanta Marianna Francesca venne proposta in sposa al Delfino di Francia, figlio di Luigi XV, ma Marianna Vittoria stessa respinse il progetto. 
Dopo la morte del marito, fu lei stessa a organizzare il matrimonio fra la sua figlia più piccola, l'Infanta Benedetta e Giuseppe, principe del Brasile,suo nipote.

## Regina, vedova e reggente
Alla morte di suo suocero nel 1750, suo marito divenne il sovrano dell'Impero portoghese che aveva territori molto vasti in Sud America. Il suo regno fu dominato dalla influenza del marchese di Pombal, che era un favorito della regina madre. Giuseppe ben presto lasciò il governo dello stato a Pombal che utilizzò il suo potere per sminuire l'influenza della Chiesa presso la corte così come quella dei suoi nemici. Né a Marianna Vittoria, né a sua figlia piaceva l'influenza che Pombal aveva su Giuseppe I.
Un devastante terremoto colpì Lisbona il 1 novembre 1755 provocando la morte di 100.000 persone. Il terremoto causò in Giuseppe I una grave claustrofobia e non fu mai più in grado di soggiornare all'interno di un edificio murato. Di conseguenza si trasferì dalla corte reale a un ampio complesso di tende sulle colline di Ajuda. Fu Pombal a organizzare la ricostruzione di Lisbona all'indomani del terremoto.
Nel 1759, l'affare Távora emerse dopo che un attentato al marito fallito e la potente famiglia Távora era, agli occhi di Pombal, completamente responsabile dell'attacco. In seguito Pombal ordinò l'esecuzione di tutti i membri della nobile famiglia e fu solo grazie all'intervento di Mariana Vittoria e di sua figlia, la principessa del Brasile, che alcune donne e bambini furono risparmiati. Poiché Pombal era de facto sovrano dello stato, Mariana Vittoria e suo marito assunsero un ruolo meno importante in politica.
Il marito, colpito da una serie di ictus, decise di permettere alla moglie di prendere il suo posto come capo del governo. In quanto tale, Mariana Vittoria fu creata reggente del Portogallo a nome di suo marito. Creata reggente il 29 novembre 1776, rimase tale fino alla morte del marito il 24 febbraio 1777. Alla morte del marito, la loro figlia maggiore divenne la prima regina regnante come Maria I. Durante il regno di Maria I, Mariana Vittoria esercitò un'influenza significativa su sua figlia, che spesso chiedeva consiglio a sua madre su questioni di stato. Nei primi giorni del regno di Maria I, Pombal fu esiliato nel paese.

## Regina vedova
Quando la figlia assunse il potere, Marianna Vittoria cercò di migliorare i rapporti con la sua nativa Spagna che era governata da suo fratello maggiore Carlo III. I due paesi erano in conflitto per quanto riguarda possedimenti territoriali nelle Americhe. Lasciando il Portogallo il 28 ottobre 1777, Marianna Vittoria viaggiò in Spagna, dove rimase per poco più di un anno, risiedendo sia a Madrid che a Aranjuez.
Contribuì a determinare un trattato tra le due nazioni che doveva essere cementato da un doppio matrimonio tra i suoi nipoti. Il primo matrimonio tra il figlio di Carlo III, l'Infante Gabriele e la nipote di Marianna Vittoria, l'Infanta Marianna Vittoria. Il secondo matrimonio tra l'Infanta Carlotta, nipote primogenita di Carlo III, e l'Infante Giovanni.

## Morte
Mentre era in Spagna, Mariana Vittoria ebbe un attacco di reumatismi e fu confinata in una sedia a rotelle per un certo tempo nel mese di agosto 1778. Ritornò in Portogallo nel mese di novembre 1778.
Marianna Vittoria morì nella reale Barraca de Ajuda, un edificio dove oggi c'è l'attuale Palazzo Nazionale Ajuda. La sua salma fu inumata nel Pantheon dei Braganza (Monastero di São Vicente de Fora).
Era la madrina di Maria Antonietta, nata un giorno dopo il terremoto di Lisbona. Mariana Vittoria ha discendenti che vanno dall'attuale Re di Spagna, Re del Belgio, Granduca di Lussemburgo, il Duca di Parma e il conte di Parigi Enrico d'Orléans. Nel 1822, il suo pronipote Pietro divenne il primo imperatore del Brasile.

## Ascendenza
|                                     |                     |                                     | Genitori                                  |  |  | Nonni |  |  | Bisnonni             |  |  | Trisnonni             |  |
|                                     |                     |                                     |                                           |  |  |       |  |  | Luigi XIV di Francia |  |  | Luigi XIII di Francia |  |
|                                     |                     |                                     |                                           |  |  |       |  |  | Luigi XIV di Francia |  |  | Luigi XIII di Francia |  |
|                                     |                     | Anna d'Asburgo                      |                                           |  |  |       |  |  | Luigi XIV di Francia |  |  |                       |  |
| Luigi, il Gran Delfino              |                     |                                     |                                           |  |  |       |  |  | Luigi XIV di Francia |  |  |                       |  |
|                                     |                     | Maria Teresa d'Asburgo              | Filippo IV di Spagna                      |  |  |       |  |  |                      |  |  |                       |  |
|                                     |                     | Maria Teresa d'Asburgo              | Filippo IV di Spagna                      |  |  |       |  |  |                      |  |  |                       |  |
|                                     |                     | Maria Teresa d'Asburgo              | Elisabetta di Borbone-Francia             |  |  |       |  |  |                      |  |  |                       |  |
| Filippo V di Spagna                 |                     | Maria Teresa d'Asburgo              |                                           |  |  |       |  |  |                      |  |  |                       |  |
|                                     |                     | Ferdinando Maria di Baviera         | Massimiliano I, elettore di Baviera       |  |  |       |  |  |                      |  |  |                       |  |
|                                     |                     | Ferdinando Maria di Baviera         | Massimiliano I, elettore di Baviera       |  |  |       |  |  |                      |  |  |                       |  |
|                                     |                     | Ferdinando Maria di Baviera         | Maria Anna d'Asburgo                      |  |  |       |  |  |                      |  |  |                       |  |
| Maria Anna Vittoria di Baviera      |                     | Ferdinando Maria di Baviera         |                                           |  |  |       |  |  |                      |  |  |                       |  |
|                                     |                     | Enrichetta Adelaide di Savoia       | Vittorio Amedeo I di Savoia               |  |  |       |  |  |                      |  |  |                       |  |
|                                     |                     | Enrichetta Adelaide di Savoia       | Vittorio Amedeo I di Savoia               |  |  |       |  |  |                      |  |  |                       |  |
|                                     |                     | Enrichetta Adelaide di Savoia       | Maria Cristina di Borbone-Francia         |  |  |       |  |  |                      |  |  |                       |  |
| Marianna Vittoria di Borbone-Spagna |                     | Enrichetta Adelaide di Savoia       |                                           |  |  |       |  |  |                      |  |  |                       |  |
|                                     | Ranuccio II Farnese | Odoardo I Farnese                   |                                           |  |  |       |  |  |                      |  |  |                       |  |
|                                     | Ranuccio II Farnese | Odoardo I Farnese                   |                                           |  |  |       |  |  |                      |  |  |                       |  |
|                                     | Ranuccio II Farnese | Margherita de' Medici               |                                           |  |  |       |  |  |                      |  |  |                       |  |
| Odoardo II Farnese                  | Ranuccio II Farnese |                                     |                                           |  |  |       |  |  |                      |  |  |                       |  |
|                                     |                     | Isabella d'Este                     | Francesco I d'Este                        |  |  |       |  |  |                      |  |  |                       |  |
|                                     |                     | Isabella d'Este                     | Francesco I d'Este                        |  |  |       |  |  |                      |  |  |                       |  |
|                                     |                     | Isabella d'Este                     | Maria Farnese                             |  |  |       |  |  |                      |  |  |                       |  |
| Elisabetta Farnese                  |                     | Isabella d'Este                     |                                           |  |  |       |  |  |                      |  |  |                       |  |
|                                     |                     | Filippo Guglielmo del Palatinato    | Volfango Guglielmo del Palatinato-Neuburg |  |  |       |  |  |                      |  |  |                       |  |
|                                     |                     | Filippo Guglielmo del Palatinato    | Volfango Guglielmo del Palatinato-Neuburg |  |  |       |  |  |                      |  |  |                       |  |
|                                     |                     | Filippo Guglielmo del Palatinato    | Maddalena di Baviera                      |  |  |       |  |  |                      |  |  |                       |  |
| Dorotea Sofia di Neuburg            |                     | Filippo Guglielmo del Palatinato    |                                           |  |  |       |  |  |                      |  |  |                       |  |
|                                     |                     | Elisabetta Amalia d'Assia-Darmstadt | Giorgio II d'Assia-Darmstadt              |  |  |       |  |  |                      |  |  |                       |  |
|                                     |                     | Elisabetta Amalia d'Assia-Darmstadt | Giorgio II d'Assia-Darmstadt              |  |  |       |  |  |                      |  |  |                       |  |
|                                     |                     | Elisabetta Amalia d'Assia-Darmstadt | Sofia Eleonora di Sassonia                |  |  |       |  |  |                      |  |  |                       |  |
|                                     |                     | Elisabetta Amalia d'Assia-Darmstadt |                                           |  |  |       |  |  |                      |  |  |                       |  |

## Titolo, trattamento e stemma

### Titolo e trattamento
- 31 marzo 1718 – 19 gennaio 1729: Sua altezza reale, l'infanta Mariana Victoria di Spagna
- 19 gennaio 1729 – 31 luglio 1750: Sua altezza reale, la principessa del Brasile, duchessa di Braganza
- 31 luglio 1750 – 29 novembre 1776: Sua maestà fedelissima, la regina del Portogallo e dell'Algarve
- 29 novembre 1776 – 24 febbraio 1777: Sua maestà fedelissima, la regina reggente del Portogallo e dell'Algarve
- 24 febbraio 1777 – 15 gennaio 1781: Sua maestà fedelissima, la regina madre del Portogallo e dell'Algarve